# Agnico Eagle Mines
Agnico Eagle Mines — горнодобывающая компания, ведущая добычу золота и серебра в Канаде, Австралии, Финляндии и Мексике. Штаб-квартира расположена в Торонто (Канада).

## История
Agnico-Eagle была создана в 1972 году канадским предпринимателем Полом Пенной (Paul Penna, урождённый Ошеров.), когда он объединил компании Agnico Mines и Eagle Gold Mines.
История Agnico Mines началась в 1903 году, когда на севере провинции Онтарио были открыты большие запасы серебра; возник город старателей Кобальт, максимум производства пришёлся на 1911 год, когда на более чем десятке шахт региона было добыто 31 млн унций серебра, (1/8 мирового производства). К 1950-м годам запасы серебра иссякли, в 1953 году оставшиеся добывающие компании объединились в компанию Cobalt Consolidated Mining, которая занялась добычей кобальта; в 1957 году компания сменила название на Agnico Mines (от обозначений серебра, никеля и кобальта — Ag, Ni, Co). В 1960-х годах контроль над компанией установил Пол Пенна. В 1966 году он приобрёл компанию Equity Explorations, которая с 1945 года вела добычу цветных металлов в провинции Квебек; в 1967 году Equity была переименована в Eagle Gold Mines, а в 1972 году объединена с Agnico в Agnico-Eagle Mines. В 1980-х годах был куплен золотой рудник в Квебеке Dumagami, позже переименованный в LaRonde; он стал основным добывающим активом компании.
В 1996 году Пол Пенна умер, а в 1998 году компанию возглавил Шон Бойд (Sean Boyd), который до этого был главным финансовым директором. В 2004 году была куплена финская компания Riddarhyttan Resources AB, контролировавшая золотоносный регион Surrikuusikko. Позже в 2004 году была куплена Contact Diamond Corporation с активами в Канаде, США и на севере Мексики. В 2007 году была куплена компания Cumberland Resources, владевшая проектом Мидоубэнк (Meadowbank) на территории Нунавут; в 2010 году в этом регионе началась добыча золота.
В феврале 2022 года была поглощена компания Kirkland Lake Gold с активами в Канаде и Австралии; стоимость сделки составила 13,5 млрд долларов. В марте 2023 года Agnico Eagle Mines завершила покупку канадских активов другой золотодобывающей компании Yamana Gold.

## Деятельность
В 2022 году компанией было произведено 3,14 млн унций золота, 2,29 млн унций серебра, 2,9 тыс. т меди, 8,2 тыс. т цинка. Доказанные запасы оценивались в 149 млн т руды со средним содержанием 1,2 г золота на тонну руды (5,78 млн унций золота). Основные рудники:
- Meadowbank Gold Mine[англ.] (Канада, Нунавут) — 374 тыс. унций золота
- Meliadine Mine (Канада, Нунавут) — 374 тыс. унций золота
- LaRonde mine[англ.] (Канада, Квебек) — 356 тыс. унций золота
- Goldex Mine (Канада, Квебек) — 142 тыс. унций золота
- Canadian Malartic Mine (Канада, Квебек, 50 %) — 329 тыс. унций золота
- Detour Lake Mine (Канада, Онтарио) — 651 тыс. унций золота
- Macassa Mine (Канада, Онтарио) — 181 тыс. унций золота
- Pinos Altos Complex (Мексика, Чиуауа) — 99 тыс. унций золота
- La India Mine (Мексика, Сонора) — 75 тыс. унций золота
- Kittilä mine[англ.] (Финляндия, Лапландия, Киттиля) — 217 тыс. унций золота
- Fosterville Mine (Австралия, Виктория) — 338 тыс. унций золота

В списке крупнейших публичных компаний мира Forbes Global 2000 за 2023 год Agnico Eagle Mines заняла 899-е место.